# Medgyaszay Adolf
Medgyaszay Adolf (Frigyes) (Pest, 1825 – Bécs, 1895) énekes (basszbariton).

## Életútja
Atyja Medgyaszay István, a debreceni eredetű, vagyonos bécsi nagykereskedő, udvari tan. és ismert mecenás, anyja a költői lelkű, Keszthelyől való Kisszántói Petheö Kornélia volt. Feleségével, Egedy Klárával és sógornőjével, Egedy Mária koloratúrénekesnővel, Bécsben, Kolozsvárt, Temesvárt és a nagyobb vidéki színtársulatoknál működött. 1854. december 29-én mint vendég fellépett a Nemzeti Színházban és a »Mártha« opera Plumkett szerepében, 1855. január 11-én pedig »Ernáni«-ban mint Don Sylva mutatkozott be. Később betegsége miatt visszavonult az ügyvédi pályára. Az ő leánya volt Medgyaszay Ilka, unokája pedig Medgyaszay Vilma.

## Fontosabb szerepei
- Plumkett (Flotow: Márta)
- Don Silva (Verdi: Ernani)